# Gordon Matta-Clark
Gordon Matta-Clark (Nova York, 1943-1978) va ser un artista estatunidenc que va explorar diferents maneres d'intervenció artística, barrejant indistintament la performance, la crítica de l'arquitectura i l'urbanisme, l'art conceptual i diverses propostes d'avantguarda. Conegut pels seus treballs site-specific a la dècada de 1970, se li reconeix principalment pels seus building cuts o talls d'edificis, una sèrie d'intervencions en immobles abandonats dels quals removia gairebé quirúrgicament diverses seccions de sòls, sostres i muralles, de manera estratègica, per tal de reconfigurar el significat mateix de l'edifici i el seu valor simbòlic i cultural. Al no quedar cap dels seus edificis intervinguts, les filmacions i fotografies que els documenten han esdevingut la seva obra de referència.
| «                    | Per què pengem coses d'una paret si aquesta mateixa paret suposa tot un repte? M'ofèn la mentalitat tancada dels qui creuen que només poden crear parets els arquitectes i els artistes decorar-les. Un simple tall o una sèrie de talls en un edifici té la mateixa força que un dibuix i pot plantejar també situacions espacials i composicions estructurals. | » |
| — Gordon Matta-Clark | |   |

## Biografia
Els dos pares de Gordon Matta-Clark eren artistes: la nord-americana Anne Clark i el pintor surrealista xilè Roberto Matta. El seu germà bessó, Sebastian Matta-Clark, també artista, es va suïcidar el 1976.
Gordon Matta-Clark va estudiar arquitectura a la Universitat Cornell, però mai va arribar a exercir com a arquitecte de professió, referint-se més bé al seu propi treball en termes de Anarchitecture.
En l'època que Matta-Clark va romandre a la Universitat, el programa d'arquitectura Cornell era guiat en part per Colin Rowe, un prominent teòric de l'arquitectura modernista. La seva visió de la modernitat més tard va influir en gran part del treball propi de Matta-Clark, especialment en la seva relació amb la pràctica i la teoria modernista.
Així mateix, Matta-Clark es va dedicar un any a estudiar literatura francesa a la Universitat de la Sorbona, a París, coincidint amb el període de les protestes estudiantils de Maig del 68. Al mateix temps a París va tenir oportunitat de conèixer els filòsofs descontructivistes, a Guy Debord i els situacionistes.
Aquests radicals de la cultura i la política van desenvolupar el concepte de desviament, o la reutilització d'elements artístics preexistents en un nou conjunt. Aquests conceptes més tard formarien part del seu treball. Sent famós per obres que van alterar radicalment les estructures existents, com els seus building cuts (en què, per exemple, es talla una casa per la meitat verticalment) alterant la percepció de l'edifici i el seu entorn.
Matta-Clark va usar diferents tipus de format per documentar els seus treballs, incloent filmació, vídeo, i fotografia. Els seus treballs van incloure perfomance, reciclatge de peces, treballs sobre l'espai i les textures. Així mateix va usar diversos jocs de paraules com a mitjà per a reconceptualitzar els rols i relacions preconcebudes i condicionades socialment (des de les persones a l'arquitectura). Ell va demostrar que la teoria de l'entropia s'aplica al llenguatge com així mateix al món físic, i que aquest llenguatge no és una eina neutral sinó que és portador de valors socials i vehicle d'ideologies.
| «             | "AN ARK KIT PUNCTURE, Anarchy TORTURA, AN ARCTIC LECTURA, AN ORCHID TEXTURA, AN ART COLLECTOR ..." | » |
| — Matta-Clark | |   |

El febrer de 1969, va ser muntada la mostra "Earth Art", curatoriada per Willoughby Sharp amb la col·laboració de Tom Leavitt, a l'Andrew Dickson White Museum of Art, a la Universitat Cornell, a Ithaca (Nova York). Matta-Clark, que vivia a Ithaca en aquells moments, va ser convidat per Willoughby Sharp amb el propòsit d'ajudar els artistes a "Earth Art" amb l'execució in-situ dels seus treballs per a l'exposició. Després Sharp va animar a Gordon Matta-Clark a traslladar-se a la ciutat de Nova York, on Sharp va continuar introduint-lo amb els membres de l'ambient artístic de la ciutat.
Al començament de la dècada dels 70, com a part del grup Anarchitecture, Matta-Clark es va interessar en la idea d'entropia, les bretxes metamòrfiques, i els espais residuals o ambigus. El 1971, Matta-Clark al costat de Carol Gooden funda "Food", al SoHo de New York, un restaurant dirigit i atès per artistes. El restaurant es va convertir en menjador d'esdeveniments amb una cuina oberta i d'ingredients exòtics que celebraven l'acte de cuinar mateix. Les activitats en el Food ajudar a conformar la comunitat artística del centre de Manhattan. En ser el primer espai d'aquest tipus en el SoHo, el resaturant Food es va tornar molt conegut entre artistes i va passar a ser el lloc central de trobada per a grups com ara el Philip Glass Ensemble, Mabou Mines, i els ballarins de Grand Union. Matta-Clark va administrar el Food fins a 1973.
El 1974 va dur a terme una desconstrucció literal, remenant la façana d'una casa abandonada al Love Canal, i va traslladar les restes de muralles a Artpark, per al seu treball Bingo.
Per a la Biennal de París de 1975, va realitzar la peça titulada Conical intersecta, mitjançant el tall d'un gran forat amb forma de con a través de dues cases antigues que dataven del segle 17 al barri comercial conegut com Les Halles, el qual estava sent enderrocat amb el propòsit de construir el després controvertit Centre Georges Pompidou.
Matta-Clark va morir d'un càncer de pàncrees el 27 d'agost de 1978.

## Obra
Matta-Clark és conegut per les seves intervencions en edificis deshabitats. Una de les seves intervencions primerenques fou al restaurant Food, fundat al Soho de Nova York junt amb altres artistes. El grup volia aprofitar l'espai per poder realitzar activitats i performances, pel que Matta-Clark va aplicar alguns talls a l'estructura del local. Aquí començarien un seguit d'intervencions que el farien famós.

### Obres destacades
- Food (1971)
- Bronx Floors (Nova York, 1972-73)
- Atrium Roof (Gènova, 1973)
- Splitting (Nova Jersey, EUA, 1974): Casa dividida en dues parts a Nova Jersey
- Bingo (Nova York, 1974): Fragmentació d'una façana d'una casa en 9 quadrats, com si fossin una cartolina de bingo, on l'artista va estreure tots menys el central, a Niagara Falls (Nova York).
- Day's End (Nova York, 1975)
- Conical intersecta (1975, París)
- Jacob’s Ladder (Documenta 6, Kassel, 1977)
- Office Baroque (Anvers, 1977): Arabesc panoràmic creat en un edifici d'oficines buit d'Anvers. Intervenció feta amb motiu del 400 aniversari de la mort de Rubens, gràcies a una iniciativa de Florent Bex, llavors director de l'Internacional Cultureel Centrum d'Anvers. La intervenció es va realitzar en un immoble de 1932 construït per ubicar les oficines centrals de la companyia marítima Seo i en aquell moment abandonat i esperant demolició. L'artista va proposar a la comissió organitzadora fer-hi una intervenció que fos molt vistosa per als vianants, tallant una de les cantonades de la finca, proposta que fou rebutjada. Al final la intervenció va ser en un lloc fora de la vista del públic. El projecte final van ser dues àrees semicirculars, muntades l'una sobre l'altra i tallades al primer pis, que anaven adaptant la seva forma a l'arquitectura de l'edifici, esquivant elements com mitgeres o bigues, que finalment van deixar un tall que recorda la figura d'un vaixell. Un cop finalitzada l'obra es va intentar, sense èxit, salvaguardar l'edifici, fent una subhasta on van participar artistes com Robert Rauschenberg, Vito Acconci, Christo o Sol LeWitt.
- Circus-Caribbean Orange (Chicago, 1978)

### Obra a museus
- Museu d'Art Contemporani de Barcelona - 63 obres, 48 fotografies, 13 vídeos i dos fotocollages[2]
- Generali Foundation (Viena)
- Centre Georges Pompidou (París)
- MNCARS (Madrid)

## Exposicions rellevants
Llista incompleta d'exposicions rellevants:
- 1998 - Gordon Matta-Clark 1969-1978, MACBA[3]
- 2011- Laurie Anderson, Trisha Brown & Gordon Matta-Clark: Pioneers of the Downtown Scene, New York 1970’s (Barbican Art Gallery (Londres))
- 2012- Office Baroque MACBA[4]

## Arxiu Bex
Els arxius de Gordon Matta-Clark es troben albergats en el Canadian Centre for Architecture de la ciutat de Mont-real. El llegat de Gordon Matta-Clark està representat per David Zwirner a Nova York. El mes de maig de 2011, Harold Berg va dipositar a la Fundació MACBA un conjunt documental de l'artista, l'Arxiu de Florent Bex.
El col·leccionista Harold Berg va dipositar i va llegar el dia 23 de maig de 2011 a la Fundació MACBA 46 fotografies fetes pel mateix Gordon Matta-Clark per documentar els seus cèlebres building cuts (talls i extraccions efímeres en edificis). Es tracta d'«un conjunt excepcional proporcionat pel mateix Matta-Clark per documentar una de les parts més destacades de la seva obra», en paraules de la comissària Elisabeth Sussman. Es referia així a l'Arxiu Bex, que Berg va comprar a Florent Bex per incorporar-lo a la seva Col·lecció LATA i que ara ha dipositat de forma indefinida al MACBA. El conjunt està format per 44 fotografies vintage, un negatiu i una diapositiva intervinguda.
Les imatges documenten els talls efímers en edificis que va fer Matta-Clark i que el van situar en un lloc preeminent en la història de l'art contemporani. La primera, Bronx Floors (1972-1973), va consistir a burlar la policia per retallar amb una serra de mà seccions rectangulars de terres i parets d'immobles abandonats al Bronx per després exposar els fragments extrets en galeries comercials. L'última d'aquestes accions, Circus-Caribbean Orange (1978), dibuixava un complex entramat de talls circulars fets a petició del Chicago Museum of Contemporary Art a tres cases contigües al museu.
L'eix temàtic d'aquesta exposició el constitueix Office Baroque (1977-2005), una de les obres més importants que Matta-Clark va fer per invitació de Florent Bex, director de l'Internationaal Cultureel Centrum (ICC) d'Anvers. Aquest building cut es va definir com «la més bella fuita de llum, aire i temps». El nom d'aquesta obra mestra no tan sols al·ludeix a Rubens (ja que la intervenció Office Baroque es va fer en el marc de la commemoració del 400 aniversari de la mort del pintor flamenc), sinó que va ser una broma implícita del mateix Matta-Clark, perquè en anglès Office Baroque sona com Office Broke, en al·lusió a la fallida del capitalisme.